# Kakoma Bella-Lufu
Kakoma Hugues Bella-Lufu (ur. 15 marca 1981) – południowoafrykański zapaśnik walczący w obu stylach. Cztery razy uczestniczył w mistrzostwach świata, a jego najlepszy wynik to trzynaste miejsce w 2006. Srebrny medalista igrzysk wspólnoty narodów w 2010. Zdobył trzy medale na mistrzostwach Afryki, srebrny w 2008 i 2011. Drugi na mistrzostwach Wspólnoty Narodów w 2007 i 2009, a trzeci w 2005 roku.